# هانس رينماير
هانس رينماير (بالألمانية: Hannes Reinmayr)‏ (مواليد 23 أغسطس 1969) هو لاعب كرة قدم. يلعب مع منتخب النمسا لكرة القدم. سبق له أن لعب في كأس العالم لكرة القدم مع منتخب بلاده.

## روابط خارجية
- هانس رينماير على موقع الاتحاد الدولي (مؤرشف)  (الإنجليزية)
- هانس رينماير على موقع الاتحاد الأوربي (الإنجليزية)
- هانس رينماير على موقع قاعدة بيانات كرة القدم.إي يو (الإنجليزية)
- هانس رينماير على موقع ناشيونال فوتبول تيمز (الإنجليزية)
- هانس رينماير على موقع Soccerway.com (الإنجليزية)
- هانس رينماير على موقع عالم كرة القدم.نت (الإنجليزية)